# 欧洲库尔德民主社团代表大会
欧洲库尔德民主社团代表大会（库尔德语：Kongreya Civakên Demokratîk a Kurdîstanîyên Ewrupa）是一个由多个库尔德人组织组成的团体，总部设于布鲁塞尔。该团体的成员组织分布于欧洲多个国家，还有一些澳大利亚和加拿大的库尔德人组织也隶属于该团体。该团体是人数最多的流亡库尔德人组织。该团体的成员主要是土耳其库尔德人。该团体与库尔德斯坦工人党关系密切。